# Prestador de servicios de traducción

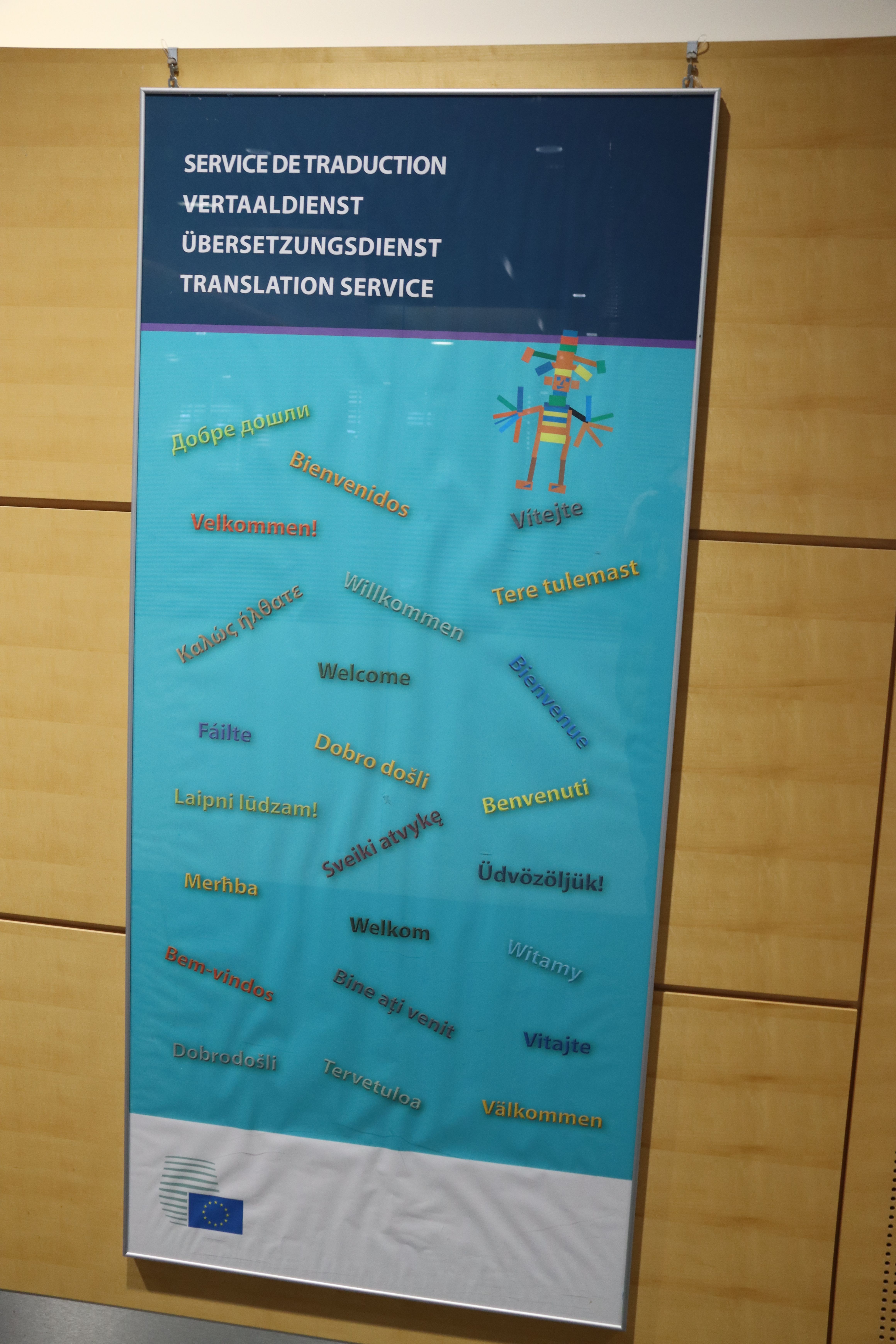
Servicio de traducción del Consejo de la Unión Europea

El concepto de prestador de servicios de traducción denomina a traductores independientes o empresas que realizan traducciones de textos a pedido.

## Tipos de prestadores
Básicamente se pueden diferenciar tres tipos de oferentes de servicios de traducción:
- traductores autónomos: trabajan solos o en pequeños grupos;
- agencias de traducción: reciben pedidos de traducción de los clientes y los derivan a traductores autónomos externos;
- estudios de traducción: reciben pedidos de traducción de los clientes y los ejecutan con traductores empleados o autónomos. En este caso, los traductores trabajan fundamentalmente en la oficina ("in-house").

La diferenciación entre agencias y estudios de traducción es difícil, puesto que también los estudios de traducción suelen trabajar a menudo con traductores autónomos externos.

## Tareas
Entre las tareas de un prestador de servicios de traducción se cuentan:
- traducción,
- administración y evaluación de traductores autónomos (solo agencia/estudio),
- gestión de la calidad,
- DTP manual o automatizada de las traducciones prontas,
- gestión de proyectos,
- aseguramiento de la transferencia de datos,
- revisión y evaluación de los textos de destino,
- análisis de los textos de destino y elaboración de ofertas a base de precios por palabra o líneas normalizadas,
- creación y mantenimiento de memorias de traducción y bases de datos terminológicas.

Otra forma de traducción es la localización de documentos. Esto implica, además de traducir el texto a otro idioma, realizarle otras adaptaciones para la efectiva aplicación de un documento o producto en otra área cultural. Una forma especial la constituye la localización de software, o bien de páginas web. 
En el ámbito de las traducciones técnicas es frecuente el uso de herramientas TAO para incrementar la eficiencia y mejoramiento de la  coherencia.
Una base fundamental para el aseguramiento de la calidad en la realización de traducciones, en particular en lo referente a la colaboración entre el cliente, la agencia y los traductores, la constituye la norma de traducción EN 15038, que a inicios de 2007 sustituyó a la vieja norma DIN 2345.
- Datos: Q333654